# Amore punito
Amore punito è un affresco rinvenuto nella casa dell'Amore Punito a Pompei e custodito all'interno del Museo archeologico nazionale di Napoli.

## Storia
Ubicato sulla parete nord di uno dei tablini della casa dell'Amore Punito, l'affresco venne realizzato tra l'1 e il 25. Fu ritrovato il 3 agosto 1844 e successivamente staccato per ricavarne un quadro.

## Descrizione
L'affresco è racchiuso in una cornice nera, oltre ad una bordatura rossa proveniente dalla parete da cui è stato staccato e raffigura Afrodite che punisce Eros per aver fatto innamorare Ares di un'altra donna. Sulla destra è raffigurata Afrodite, seduta su una roccia, che tiene sulle ginocchia arco e frecce sottratte a Eros e alle sue spalle è Anteros, con tenia nei capelli; entrambi i personaggi rivolgono lo sguardo verso Eros: la prima in modo severo, il secondo quasi di derisione.
Sulla sinistra invece è raffigurato Eros, di spalle, che piange: questo è accompagnato da una donna con fascia nei capelli, identificata come Peito. Tra le due coppie di personaggi è posto un albero, mentre sullo sfondo, predominato dal colore bianco, si denotano rocce e vegetazione.